# Clytocera luteofasciata
Clytocera luteofasciata är en skalbaggsart som beskrevs av J. Linsley Gressitt och Yves Rondon 1970. Clytocera luteofasciata ingår i släktet Clytocera och familjen långhorningar. Inga underarter finns listade i Catalogue of Life.